# Il suono non decadente di Faye
Fēi mǐmǐ zhī yīn (菲靡靡之音, Il suono non decadente di Faye) è l'album studio del 1995 della cantante mandopop cinese Wang Fei.
L'album consiste di cover dei più grandi successi della star mandopop degli anni '70-'80 Teresa Teng, idolo di Wang Fei oltre che la più famosa cantante cinese del XX secolo. La musica della Teng rimane tutt'oggi popolare non solo a Taiwan, sua madrepatria, ma anche in Giappone, Hong Kong, Cina continentale e in tutto il Sudest asiatico, oltre che nei luoghi di immigrazione cinese nel mondo. Originariamente, l'album avrebbe dovuto essere un duetto tra Faye e Teresa, tuttavia quest'ultima morì prima che le registrazioni potessero iniziare, nello stesso anno di pubblicazione dell'album. L'album si trasformò, così, in una sua commemorazione.
Il titolo dell'album è un gioco di parole: durante la grande rivoluzione culturale, le canzoni di Teresa furono condannate come "suoni decadenti" (靡靡之音) dal PCC. La traduzione inglese del titolo viene resa come Faye's Decadent Sound (Suono decadente di Faye) (菲靡靡之音), ma il primo carattere, quello che indica il nome di Faye (菲), ha la stessa pronuncia del carattere 非 che vuol dire "no/non", favorendo anche la resa in "suoni non decadenti".
Nonostante alcune iniziali critiche negative, l'album ha venduto piuttosto bene, diventando uno dei classici della cantante. Esso, inoltre, è stato preso da alcuni critici recenti come esempio di coverizzazione creativa.

## Tracce
1. 雪中蓮 (Xuĕ Zhōng Lián) –
Loto nella neve
2. 你在我心中 (Nĭ Zài Wŏ Xīn Zhōng) –
Sei nel mio cuore
3. 但願人長久 (Dàn Yuàn Rén Cháng Jiŭ) –
Sperando che duriamo per sempre
4. 君心我心 (Jūn Xīn Wŏ Xīn) –
Il suo cuore, il mio cuore
5. 初戀的地方 (Chū Liàn De Dì Fāng) –
Il posto del primo amore
6. 南海姑娘 (Nán Hăi Gū Niáng) –
Ragazza di Nanhoi
7. 假如我是真的 (Jiă Rú Wŏ Shì Zhēn De) –
Se io fossi in buona fede
8. 翠湖寒 (Cuì Hú Hán) –
La freddezza del lago verde
9. 黃昏裡 (Huáng Hūn Lĭ) –
All'imbrunire
10. 奈何 (Nài Hé) –
Frustrazione
11. 一個小心願 (Yī Gè Xiăo Xīn Yuàn) –
Un piccolo desiderio
12. 又見炊煙 (Yòu Jiàn Chuī Yān) –
Vista del fumo di una ciminiera
13. 原鄉情濃 (Yuán Xiāng Qíng Nóng) –
Sentimenti di un villaggio nativo